# Aixtron
Aixtron é uma empresa multinacional alemã de tecnologia, especializada na fabricação de equipamentos de deposição química de vapor metalorgânico ou (MOCVD), para companhias da indústria de semicondutores, sua sede fica na cidade de Herzogenrath na Alemanha.
Seus produtos são usados na produção de diversos produtos eletrônicos como Displays, aplicações de telefonia móvel e sem fio, sistemas de comunicação por fibra óptica, computação, dispositivos de armazenamento entre outros.

## História
A empresa foi fundado como uma indústria após uma cisão da universidade de RWTH Aachen em 1983. A empresa foi listada no agora extinto Neuer Markt da Bolsa de Valores de Frankfurt, em novembro de 1997. Desde que abriu o capital, a empresa fez várias aquisições, com a Divisão de Equipamentos Científicos da empresa britânica Thomas Swan & Co. e a fabricante sueca de equipamentos de deposição de vapor químico Epigress AB, ambas compradas em 1999.
A empresa concluiu uma fusão de 118 milhões de euros com a rival americana Genus Inc. em março de 2005, e comprou a desenvolvedora britânica de nanomateriais Nanoinstruments Ltd., uma empresa desmembrada da Universidade de Cambridge, em 2007.
Em dezembro de 2010, a empresa foi convertida de uma Aktiengesellschaft alemã para uma Societas Europaea para refletir sua natureza europeia e internacional.
Em outubro de 2016, o Fujian Grand Chip Investment Fund LP da China fez uma oferta para comprar a Aixtron, todavia, o Ministério da Economia da Alemanha retirou a aprovação da aquisição e em novembro de 2016, o Comitê de Investimentos Estrangeiros nos Estados Unidos (CFIUS) recomendou que ambos os lados abandonassem seu plano, devido a preocupações com a segurança nacional.
Em novembro de 2017, a Aixtron vendeu sua linha de produtos da memória de ALD/CVD e que eram produzidas no estado da Califórnia nos Estados Unidos para a empresa sul-coreana Eugene Technology,
Em 24 de outubro de 2018, a Aixtron e a empresa sul-coreana IRUJA Co. Ltd. formaram uma joint venture para investir na APEVA, subsidiária da AIXTRON para tecnologias de deposição OLED, a APEVA operará em locais em Herzogenrath na Alemanha, para tecnologia de deposição e em Asan-si, Chungcheong do Sul na Coreia do Sul, para tecnologias de automação e manuseio, bem como suporte ao cliente local.